# West Haven (Vermont)
West Haven es un pueblo ubicado en el condado de Rutland en el estado estadounidense de Vermont. En el año 2010 tenía una población de 264 habitantes y una densidad poblacional de 18.4 personas por km².

## Geografía
West Haven se encuentra ubicado en las coordenadas 43°39′10″N 73°20′48″O / 43.65278, -73.34667.

## Demografía
Según la Oficina del Censo en 2000 los ingresos medios por hogar en la localidad eran de $45,417 y los ingresos medios por familia eran $48,750. Los hombres tenían unos ingresos medios de $34,167 frente a los $25,313 para las mujeres. La renta per cápita para la localidad era de $22,429. Alrededor del 4% de la población estaban por debajo del umbral de pobreza.